# Dedo de Dios

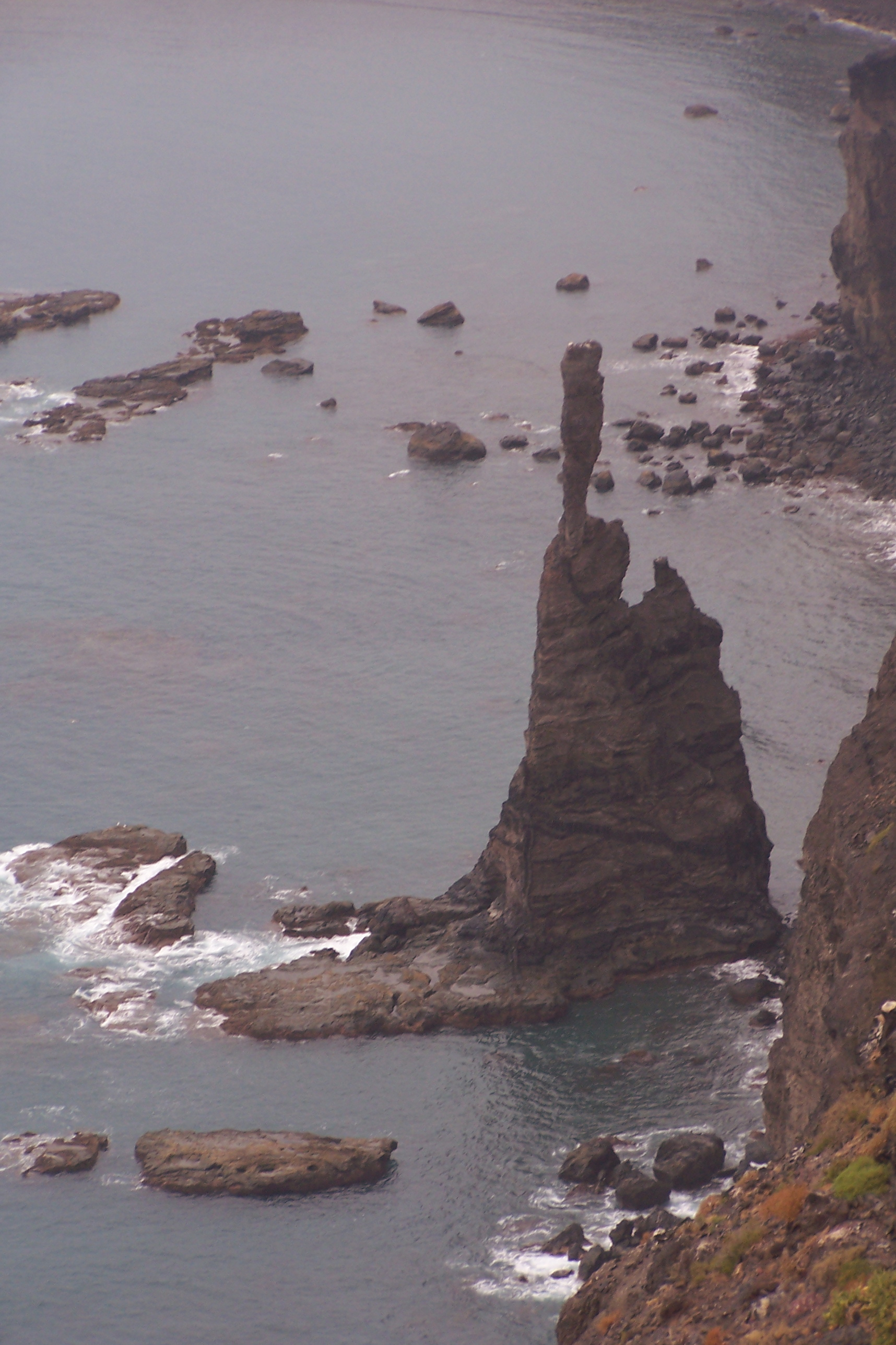
Retrospectiva del Dedo de Dios en septiembre de 2005.

El roque popularmente conocido como el Dedo de Dios, era una formación rocosa situada en la costa noroccidental de la isla de Gran Canaria, en el  Puerto de Las Nieves dentro del municipio español de Agaete.

## Características
Se trata de un roque de piedra basáltica que se levanta en la zona geológica más antigua de Gran Canaria, la cual empezó a formarse hace 14 millones de años. Pero no fue hasta hace unos 300 000 años cuando el roque quedó aislado del acantilado debido al retrotraimiento de toda la franja costera por la acción erosiva ejercida por el mar durante millones de años. La misma erosión es la que ha ido moldeando, caprichosamente, la fisonomía de la roca que tomó en un principio el nombre de Roque Partido, pero que en la memoria colectiva está asociado al de Dedo de Dios. 
Fue el escritor Domingo Doreste (conocido como Fray Lesco) quien acuñó por primera vez el término que acabaría rebautizándolo y, desde ese momento, ha pasado a convertirse en un símbolo de Gran Canaria y en una de sus mayores atracciones turísticas. Como tal, los mapas vienen a denominar a este accidente rocoso como Dedo de Dios y no por su nombre verdadero y primitivo de Roque Partido.

## Quebradura

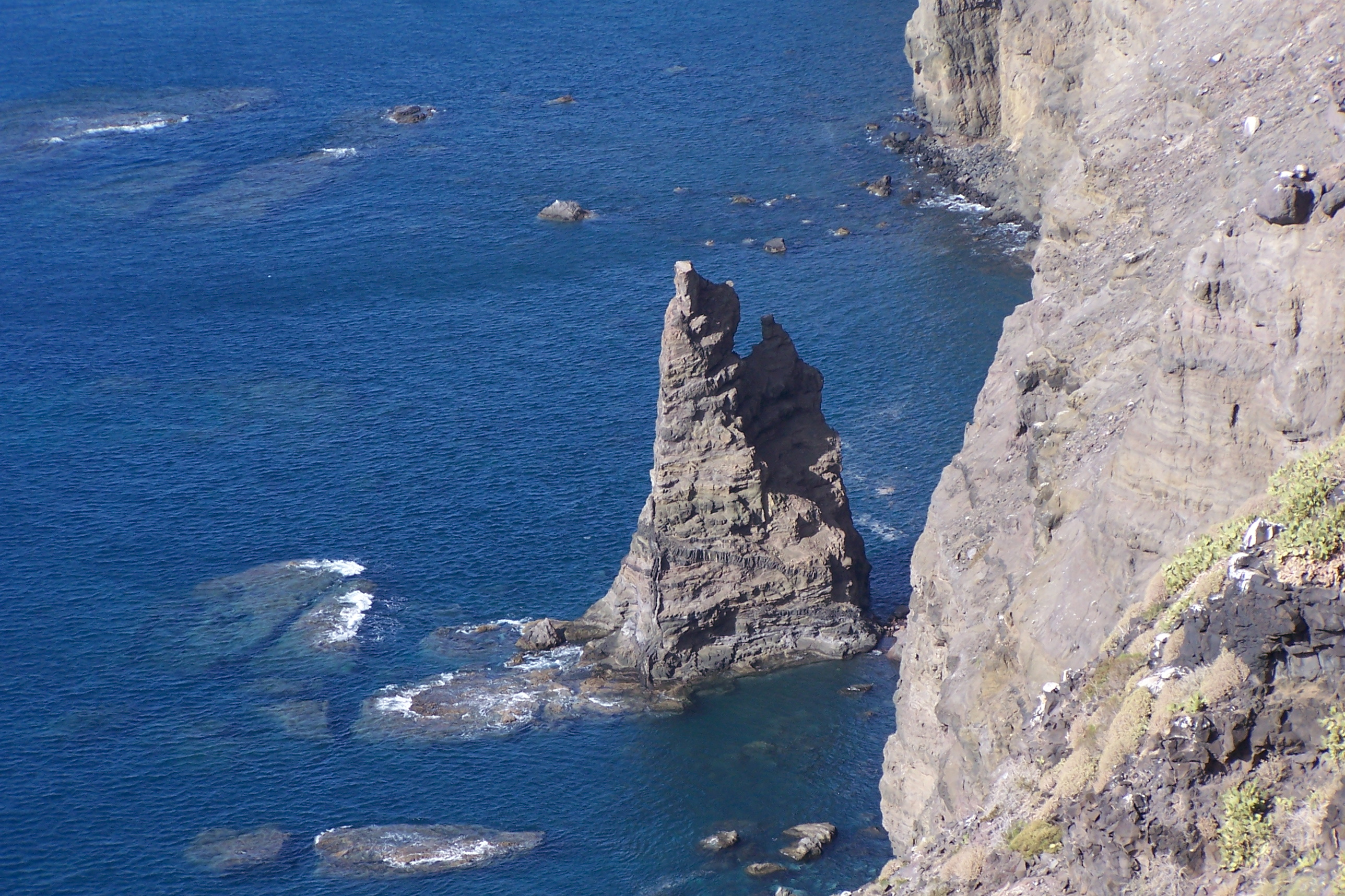
Estado actual del Dedo de Dios.

A finales de 2005, la acción de los fuertes vientos que trajo consigo la tormenta tropical Delta y que arreciaron durante la tarde del 28 de noviembre ocasionaron el derrumbe y posterior hundimiento bajo el mar, de la parte superior y más débil del roque, de unos veinte metros de altura. Se trataba de la parte más característica del monumento natural, puesto que era la que venía a conformar el dedo índice de Dios.
La notable pérdida de uno de los monumentos más queridos por los agaetenses y los canarios en general hizo que surgieran voces a favor de proceder a la recuperación de los restos y a su rehabilitación, así como otras que, por el contrario, reclamaban a las autoridades que no se actuase en nada y que se dejase todo como había querido la naturaleza. 
Finalmente, una comisión de expertos consultada por el ayuntamiento de Agaete, dictaminaba en el mes de marzo de 2006, que no era aconsejable la reconstrucción del monumento natural y sí la puesta en marcha de un plan para la conservación de lo que quedaba del mismo.

## Complejo Cultural Dedo de Dios
El complejo cultural Dedo de Dios es un espacio destinado a la cultura y el esparcimiento de 3.600 m² ubicado entre el casco urbano de Agaete y Puerto de Las Nieves, junto a la autovía GC-2 y en las inmediaciones del conjunto de edificaciones conocidas como Casa Fuerte, declaradas Bien de Interés Cultural y en las que se cree que estuvo el primer asentamiento de los conquistadores castellanos en la Villa de Agaete.
El proyecto fue encomendado al artista agaetense Pepe Dámaso, quien diseñó la parte más destacable del espacio: una interpretación cubista del Dedo de Dios. Se trata de un edificio de 18 metros de altura, con vocación escultórica monumental, en cuyo interior se ha practicado un gran hueco con la forma silueteada del Risco Partido que se configura a modo de pórtico de entrada con una escultura-escalera que sirve de soporte a varios murales. La construcción, realizada en ladrillo visto con la finalidad de destacarla respecto de su entorno, constituye un nuevo referente para todos aquellos que van y vienen desde Puerto de Las Nieves, y aloja en su nivel inferior una cafetería y una sala de exposiciones que exhibe una colección permanente de obras de Dámaso relacionadas con el Dedo de Dios. 
Así mismo, completan el espacio un anfiteatro al aire libre, que tiene como fondo el elemento escultural, y un conjunto de plazas y jardines realizados a distintos niveles para los que se han empleado diversos pavimentos, intercalados por muros, rampas, escaleras y jardines, con vegetación de pequeño y gran porte.
La creación del Centro Cultural Dedo de Dios es una de las actuaciones que formaron parte del Plan de Calidad y Dinamización turística 2001-2006 de la Mancomunidad de Ayuntamientos del Norte de Gran Canaria. Las obras fueron adjudicadas a la constructora Probisa por un importe de 397.541,42 € y actualmente se está ejecutando la última fase, consistente en adecuar y ajardinar el entorno, con el fin de abrirlo próximamente al público.